# 康斯坦丁達伊科維丘鄉 (卡拉什-塞維林縣)
45°33′N 22°09′E / 45.550°N 22.150°E
康斯坦丁達伊科維丘鄉（羅馬尼亞語：Comuna Constantin Daicoviciu, Caraș-Severin），是羅馬尼亞的鄉份，位於該國西南部，由卡拉什-塞維林縣負責管轄，面積105平方公里，海拔高度166米，2007年人口2,955，人口密度每平方公里28人。